# Президентские выборы в Сенегале (2012)
Президентские выборы в Сенегале были проведены в два тура. В первом туре, состоявшемся 26 февраля 2012 года, взяли участие 14 кандидатов, в том числе действующий президент Абдулай Вад, и проголосовало 5,3 миллиона человек (явка составила 51,6 %)).
Участие в выборах действующего президента привело к массовым протестам, которые предшествовали первому туру голосования. В ходе столкновений между сторонниками Абдулая Вада и оппозиционной партии Альянс за Республику Маки Саля погибли, по разным данным, от 6 до 15 человек и более 150 получили ранения..
В первом туре наибольшее количество голосов (34,81 %) набрал президент Вад. Однако, так как он не смог набрать более 50 % голосов, был назначен второй тур, в котором его соперником стал бывший премьер-министр Маки Саль, набравший 26,58 % голосов. Кампания перед вторым туром выборов прошла мирно, и многие другие кандидаты поддержали Саля. Во втором туре, состоявшемся 25 марта, явка составила — 55,0 %. Маки Саль победил, набрав 65,80 % голосов. Президент Вад признал поражение и поздравил своего соперника с победой. Инаугурация нового президента состоялась 2 апреля 2012 года.

## Кандидаты
|  | Кандидат            | Партия                                              |
|  | ------------------- | --------------------------------------------------- |
|  | Усман Танор Дьенг   | Социалистическая партия Сенегала                    |
|  | Мустафа Ньяссе      | Объединение за подъём Сенегала Альянс сил прогресса |
|  | Маки Саль           | Альянс за республику — Якаар                        |
|  | Идрисса Сек         | Ревми                                               |
|  | Абдулай Вад         | Сенегальская демократическая партия                 |
|  | Мор Диен            | Партия «Якаар» — Партия надежды"                    |
|  | Шейх Тидиан Гадио   | Гражданское политическое движение                   |
|  | Шейх Бамба Дьейе    | Фронт за социализм и демократию (Бенно Джубел)      |
|  | Дуду Ндойе          | Союз за республику                                  |
|  | Джибрил Нгом        | Независимый                                         |
|  | Ибрагим Фолл        | Независимый                                         |
|  | Диоума Диен Диахате | Демократическая партия инициативы «Джогал»          |
|  | Умар Хассимоу Диа   | Гуманистическая партия «Накс Джану»                 |
|  | Амсату Соу Сидибе   | Движение актёров в защиту республиканских традиций  |

## Результаты
| Кандидат                                                                                  | Партия                                             | Первый раунд | Первый раунд | Второй раунд | Второй раунд |
| Кандидат                                                                                  | Партия                                             | Голоса       | %            | Голоса       | %            |
| ----------------------------------------------------------------------------------------- | -------------------------------------------------- | ------------ | ------------ | ------------ | ------------ |
| Маки Саль                                                                                 | Альянс за республику                               | 719 367      | 26,58        | 1 909 244    | 65,80        |
| Абдулай Вад                                                                               | Сенегальская демократическая партия                | 942 327      | 34,81        | 992,556      | 34.20        |
| Мустафа Ньяссе                                                                            | Альянс сил прогресса                               | 357 330      | 13,20        |              |              |
| Усман Танор Диен                                                                          | Социалистическая партия Сенегала                   | 305 924      | 11,30        |              |              |
| Идрисса Сек                                                                               | Ревми                                              | 212 853      | 7,86         |              |              |
| Шеих Бамба Дьейе                                                                          | Фронт за социализм и демократию (Бенно Джубел)     | 52 196       | 1,93         |              |              |
| Ибрагим Фолл                                                                              | Независимый                                        | 48 972       | 1,81         |              |              |
| Шеих Тидиан Гадио                                                                         | Гражданское политическое движение                  | 26 655       | 0,98         |              |              |
| Мор Диен                                                                                  | Партия надежды                                     | 11 402       | 0,42         |              |              |
| Джибрил Нгом                                                                              | Независимый                                        | 10 207       | 0,38         |              |              |
| Умар Хассимоу Диа                                                                         | Гуманистическая партия «Накс Джану»                | 6469         | 0,24         |              |              |
| Амсату Соу Сидибе                                                                         | Движение актёров в защиту республиканских традиций | 5167         | 0,19         |              |              |
| Дуду Ндойе                                                                                | Союз за республику                                 | 4566         | 0,17         |              |              |
| Диоума Диен Диахате                                                                       | Демократическая партия инициативы «Джогал»         | 3354         | 0,12         |              |              |
| Действительные голоса                                                                     | Действительные голоса                              | 2 706 789    | 100,00       | 2 901 800    | 100,00       |
| Недействительные голоса                                                                   | Недействительные голоса                            | 28 346       | 1,04         | 14 093       | 0,48         |
| Всего (явка: 51,6 % / 55,0 %)                                                             | Всего (явка: 51,6 % / 55,0 %)                      | 2 735 135    | 100,00       | 2 915 893    | 100,00       |
| Источник: African Elections Database Архивная копия от 31 августа 2018 на Wayback Machine |                                                    |              |              |              |              |